# Gran Premio de Japón de Motociclismo de 1989
El Gran Premio de Japón de Motociclismo de 1989 fue la primera prueba de la temporada 1989 del Campeonato Mundial de Motociclismo. El Gran Premio se disputó el 26 de marzo de 1989 en el Circuito de Suzuka.

## Resultados 500cc
Duelo apasionante entre los estadounidenses Kevin Schwantz y Wayne Rainey. Ambos pilotos rodaron juntos desde principios de la carrera. Al final, el vencedor se impuso la Suzuki de Schwantz frente a la Yamaha de Rainey.
| Pos.     | Piloto              | Equipo                                   | Moto   | Tiempo     | Pts. |
| -------- | ------------------- | ---------------------------------------- | ------ | ---------- | ---- |
| 1        | Kevin Schwantz      | Suzuki Pepsi Cola                        | Suzuki | 48:48.370  | 20   |
| 2        | Wayne Rainey        | Team Lucky Strike Roberts                | Yamaha | +0.420     | 17   |
| 3        | Eddie Lawson        | Rothmans Kanemoto Honda                  | Honda  | +30.670    | 15   |
| 4        | Wayne Gardner       | Rothmans Honda Team                      | Honda  | +35.190    | 13   |
| 5        | Kevin Magee         | Team Lucky Strike Roberts                | Yamaha | +36.420    | 11   |
| 6        | Niall Mackenzie     | Marlboro Yamaha Team Agostini            | Yamaha | +39.540    | 10   |
| 7        | Christian Sarron    | Sonauto Gauloises Blondes Yamaha Mobil 1 | Yamaha | +48.470    | 9    |
| 8        | Tadahiko Taira      | Yamaha Motor Company                     | Yamaha | +48.540    | 8    |
| 9        | Norihiko Fujiwara   | Yamaha Motor Company                     | Yamaha | +1:09.280  | 7    |
| 10       | Shinichi Itoh       | Team HRC                                 | Honda  | +1:09.280  | 6    |
| 11       | Bubba Shobert       | Cabin Racing Team                        | Honda  | +1:18.990  | 5    |
| 12       | Ron Haslam          | Suzuki Pepsi Cola                        | Suzuki | +1:23.880  | 4    |
| 13       | Shunji Yatsushiro   | Team HRC                                 | Honda  | +1:25.670  | 3    |
| 14       | Freddie Spencer     | Marlboro Yamaha Team Agostini            | Yamaha | +1:26.000  | 2    |
| 15       | Kunio Machii        | Yamaha Motor Company                     | Yamaha | +1:29.480  | 1    |
| 16       | Randy Mamola        | Cagiva Corse                             | Cagiva | +1:45.800  |      |
| 17       | Takazumi Katayama   |                                          | Yamaha | +1:46.240  |      |
| 18       | Dominique Sarron    | Team ROC Elf Honda                       | Honda  | +2:12.130  |      |
| 19       | Katunori Shinozaki  |                                          | Suzuki | +1 Lap     |      |
| 20       | Marco Gentile       | Fior Marlboro                            | Fior   | +1 Vuelta  |      |
| 21       | Keiji Kinoshita     |                                          | Honda  | +1 Vuelta  |      |
| 22       | Yoshimasa Matsumoto |                                          | Honda  | +2 Vueltas |      |
| 23       | Fernando González   | Club Motocross Pozuelo                   | Honda  | +2 Vueltas |      |
| Ret      | Doug Polen          |                                          | Suzuki | Ret        |      |
| Ret      | Alessandro Valesi   | Team Iberia                              | Yamaha | Ret        |      |
| Ret      | Osamu Hiwatashi     |                                          | Suzuki | Ret        |      |
| Ret      | Hikaru Miyagi       |                                          | Honda  | Ret        |      |
| Ret      | Norio Iobe          |                                          | Honda  | Ret        |      |
| Ret      | Simon Buckmaster    | Racing Team Katayama                     | Honda  | Ret        |      |
| Ret      | Mick Doohan         | Rothmans Honda Team                      | Honda  | Ret        |      |
| Ret      | Pierfrancesco Chili | HB Honda Gallina Team                    | Honda  | Ret        |      |
| Fuentes: |                     |                                          |        |            |      |

## Resultados 250cc
Victoria inapelable del estadounidense John Kocinski por delante del español Sito Pons. El italiano Luca Cadalora completó el podio.
| Pos. | Piloto                    | Moto    | Tiempo    | Pts. |
| ---- | ------------------------- | ------- | --------- | ---- |
| 1    | John Kocinski             | Yamaha  | 46:04.294 | 20   |
| 2    | Sito Pons                 | Honda   | +1.022    | 17   |
| 3    | Luca Cadalora             | Yamaha  | +6.773    | 15   |
| 4    | Toshihiko Honma           | Yamaha  | +6.774    | 13   |
| 5    | Jean-Philippe Ruggia      | Yamaha  | +14.134   | 11   |
| 6    | Tadayuki Okada            | Honda   | +22.998   | 10   |
| 7    | Toshinobu Shiomori        | Yamaha  | +35.637   | 9    |
| 8    | Carlos Cardús             | Honda   | +35.696   | 8    |
| 9    | Jacques Cornu             | Honda   | +39.689   | 7    |
| 10   | Juan Garriga              | Yamaha  | +41.270   | 6    |
| 11   | Jim Filice                | Honda   |           | 5    |
| 12   | Helmut Bradl              | Honda   |           | 4    |
| 13   | Masahiro Shimizu          | Honda   |           | 3    |
| 14   | Didier de Radiguès        | Aprilia |           | 2    |
| 15   | Junya Arai                | Honda   |           | 1    |
| 16   | Masumitsu Taguchi         | Honda   |           |      |
| 17   | Paolo Casoli              | Honda   |           |      |
| 18   | Masaru Kobayashi          | Honda   |           |      |
| 19   | Loris Reggiani            | Honda   |           |      |
| 20   | Junzo Suzuki              | Honda   |           |      |
| 21   | Martin Wimmer             | Aprilia |           |      |
| 22   | Kyoji Nanba               | Yamaha  |           |      |
| 23   | Jochen Schmid             | Honda   |           |      |
| 24   | Daniel Amatriaín          | Honda   |           |      |
| 25   | Harald Eckl               | Aprilia |           |      |
| 26   | Fabio Barchitta           | Aprilia |           |      |
| 27   | August Auinger            | Yamaha  |           |      |
| 28   | Alberto Rota              | Aprilia |           |      |
| 29   | Kevin Mitchell            | Yamaha  |           |      |
| 30   | Javier Cardelús           | Cobas   |           |      |
| 31   | Garry Cowan               | Yamaha  |           |      |
| Ret  | Alberto Puig              | Yamaha  | Ret       |      |
| Ret  | Reinhold Roth             | Honda   | Ret       |      |
| Ret  | Ivan Palazzese            | Aprilia | Ret       |      |
| Ret  | Patrick van den Goorbergh | Yamaha  | Ret       |      |
| Ret  | Fausto Ricci              | Aprilia | Ret       |      |
| Ret  | Luis Lavado               | Yamaha  | Ret       |      |
| Ret  | Yoshiari Hori             | Honda   | Ret       |      |
| Ret  | Alex Barros               | Yamaha  | Ret       |      |
| Ret  | Andreas Preining          | Aprilia | Ret       |      |
| DNS  | Manfred Herweh            | Yamaha  | DNS       |      |
| DNQ  | Jeffrey Sayle             | Yamaha  | DNQ       |      |
| DNQ  | Carlos Lavado             | Aprilia | DNQ       |      |
| DNQ  | Jean-François Foray       | Yamaha  | DNQ       |      |
| DNQ  | Andy Leisner              | Honda   | DNQ       |      |
| DNQ  | Matt Blair                | Yamaha  | DNQ       |      |

## Resultados 125cc
Recital de la Honda del italiano Ezio Gianola ante el desastre de las derbis del vigente campeón del Mundo de 125 cc: Jorga Martínez Aspar, que no pudo dar ni una vuelta. Fiesta completa para Honda ya que los japoneses Unemoto y Takada fueron segundo y tercero respectivamente.
| Pos. | Piloto               | Moto            | Tiempo    | Pts. |
| ---- | -------------------- | --------------- | --------- | ---- |
| 1    | Ezio Gianola         | Honda           | 39:20.646 | 20   |
| 2    | Hisashi Unemoto      | Honda           | +21.129   | 17   |
| 3    | Koiji Takada         | Honda           | +21.269   | 15   |
| 4    | Masayuki Hirose      | Honda           | +21.827   | 13   |
| 5    | Kenishi Yoshida      | Honda           | +28.954   | 11   |
| 6    | Masato Shima         | Honda           | +36.456   | 10   |
| 7    | Yutaka Fujiwara      | Honda           | +49.589   | 9    |
| 8    | Kazuaki Yamashita    | Honda           | +49.829   | 8    |
| 9    | Shin'ichi Fujiyama   | Honda           | +54.444   | 7    |
| 10   | Kasuya Yamada        | Honda           | +58.109   | 6    |
| 11   | Fausto Gresini       | Aprilia         |           | 5    |
| 12   | Robin Milton         | Honda           |           | 4    |
| 13   | Allan Scott          | Honda           |           | 3    |
| 14   | Luis Miguel Reyes    | Honda           | +1:25.270 | 2    |
| 15   | Adi Stadler          | Honda           |           | 1    |
| 16   | Johnny Wickström     | Honda           |           |      |
| 17   | Robin Appleyard      | Honda           |           |      |
| 18   | Corrado Catalano     | Gazzaniga-Rotax |           |      |
| 19   | Kinya Wada           | Honda           |           |      |
| 20   | Heinz Lüthi          | Honda           |           |      |
| 21   | Kris Galatowicz      | Honda           |           |      |
| 22   | Lucio Pietroniro     | Honda           |           |      |
| 23   | Gerhard Waibel       | Honda           |           |      |
| 24   | Mike Leitner         | Honda           |           |      |
| Ret  | Jorge Martínez Aspar | Derbi           | Ret       |      |
| Ret  | Stefan Dörflinger    | Aprilia         | Ret       |      |
| Ret  | Hans Spaan           | Honda           | Ret       |      |
| Ret  | Herri Torrontegui    | Honda           | Ret       |      |
| Ret  | Rafael Roses         | JJ Cobas        | Ret       |      |
| Ret  | Thierry Feuz         | Honda           | Ret       |      |
| Ret  | Alex Bedford         | EMC-Rotax       | Ret       |      |
| Ret  | Domenico Brigaglia   | Garelli         | Ret       |      |
| Ret  | Julián Miralles      | Derbi           | Ret       |      |
| Ret  | Stefan Prein         | Honda           | Ret       |      |
| DNS  | Emilio Cuppini       | Aprilia         | DNS       |      |
| DNS  | Makoto Moroga        | Honda           | DNS       |      |
| DNQ  | Àlex Crivillé        | JJ Cobas        | DNQ       |      |
| DNQ  | Juan Ramón Bolart    | Honda           | DNQ       |      |
| DNQ  | Valerio Vivarelli    | Gazzaniga       | DNQ       |      |